# Починок Сосна
Починок Сосна (тат. Сасна Пучинкәсе) — деревня в Балтасинском районе Республики Татарстан. Входит в состав Верхнесубашского сельского поселения.

## История
Деревня была основана в XVIII веке. До 60-х годов XIX века население деревни относилось к категории государственных крестьян.
Административная принадлежность деревни в разные годы:
| Период    | Административная единица                             |
| --------- | ---------------------------------------------------- |
| до 1920   | Арборская волость Малмыжского уезда Вятской губернии |
| 1920-1930 | Арский кантон Татарской АССР                         |
| 1930-1932 | Тюнтерский район Татарской АССР                      |
| 1932-1938 | Балтасинский район Татарской АССР                    |
| 1938-1958 | Ципьинский район Татарской АССР                      |
| 1958-1963 | Балтасинский район Татарской АССР                    |
| 1963-1965 | Арский район Татарской АССР                          |
| 1965-1991 | Балтасинский район Татарской АССР                    |
| 1991-н.в. | Балтасинский район Республики Татарстан              |

Достопримечательности
В деревне расположена могила матери татарского народного поэта Габдуллы Тукая.

## Географическое положение
Деревня расположена на севере Татарстана, в западной части Балтасинского района, в центральной части сельского поселения, на правом берегу реки Кушкет. Расстояние до районного центра (посёлка городского типа Балтаси) — 25 км. Абсолютная высота — 141 метр над уровнем моря. Ближайшие населённые пункты — Верхний Субаш, Нижний Субаш, Кушкетбаш, Кзыл-Игенче.

## Население
По данным всероссийской переписи 2010 года численность населения деревни составляла 129 человек.
| 1905 | 1920 | 1926 | 1938 | 1958 | 1970 | 1979 | 1989 | 2002 | 2010 |
| ---- | ---- | ---- | ---- | ---- | ---- | ---- | ---- | ---- | ---- |
| 184  | 197  | 193  | 233  | 153  | 126  | 129  | 117  | 128  | 129  |

Национальный состав
В национальном составе населения преобладают татары.

## Экономика и инфраструктура
Основными видами хозяйственной деятельности для жителей Починка Сосна являются полеводство и молочное скотоводство.

Из объектов инфраструктуры в селе имеется сельский клуб. Общая площадь жилого фонда деревни — 1,98 тыс. м².
Уличная сеть села состоит из 2 улиц.